# Empodiodes melanoscopaeus
Empodiodes melanoscopaeus là một loài ruồi trong họ Asilidae. Empodiodes melanoscopaeus được Londt miêu tả năm 1992. Loài này phân bố ở vùng nhiệt đới châu Phi.